# Ladislav Rygl (Nordischer Kombinierer, 1947)
Ladislav Rygl (* 16. Juli 1947 in Polubný; † 30. November 2024) war ein tschechoslowakischer Weltmeister in der Nordischen Kombination.

## Werdegang
Rygl startete bei den Olympischen Winterspielen 1968 in Grenoble im Einzel und erreichte dabei Rang 16. Nach dem Springen lag er noch auf Rang 18, konnte aber mit einer guten Leistung einige Plätze gut machen. Bei der Nordischen Skiweltmeisterschaft 1970 in Vysoké Tatry gewann Rygl vor Nikolai Nogowizyn und Wjatscheslaw Drjagin den Weltmeistertitel im Einzelwettbewerb.
Bei den Olympischen Winterspielen 1972 im japanischen Sapporo verpasste er den Sprung in die Weltspitze. Im Einzel erreichte er den 26. Platz.
Nach dem Ende seiner aktiven Karriere arbeitete er als Trainer in Tanvald. Er war Mitbegründer und Trainer des Sportzentrums Vrchlabí. Eine Zeit lang betreute er das Junioren-Team der Tschechoslowakei. Nach der Übernahme des Zentrums durch die CTSV ging Rygl als Trainer in die Schweiz. Dort übernahm er das Training des B-Nationalkaders für fünf Jahre, bevor er zurück nach Liberec ging, um beim dortigen Verein Dukla Liberec als Trainer zu arbeiten. Nach dem Zerfall der Tschechoslowakei übernahm Rygl den Posten des Nationaltrainers in Tschechien. Nachdem er sich in den Ruhestand hatte versetzen lassen, übernahm er das Training in der Familie und trainierte später aktiv seine Enkel.
Sein gleichnamiger Sohn Ladislav betrieb diese Sportart ebenfalls auf Weltniveau.